# Can Jordi (Sant Vicenç de Montalt)
Can Jordi és una masia de Sant Vicenç de Montalt (Maresme) inclosa a l'Inventari del Patrimoni Arquitectònic de Catalunya.

## Descripció
Edifici, amb planta baixa i dos pisos, del segle xviii reformat el següent segle. Les obertures a la planta baixa són de pedra, amb arc de mig punt a la porta i reixes de ferro a les finestres. Al segon pis les finestres no són de pedra, així com al tercer pis. La casa està coberta a dues aigües.

## Història
Es tracta d'una casa de pagès voltada de terres de conreu i un vogi molt interessant, ja que és un dels poc que encara hi queden a la Comarca. De la Fundició Font de Mataró, li falten el cadufs.